# Бора Спужић
Велибор Спужић (Ораховац, 10. новембар 1934 — Пожаревац, 9. март 2002) био је српски певач народне музике.

## Биографија
Велибор Спужић рођен је 10. новембра 1934. године у Ораховцу у Метохији, од оца Тодора и мајке Олге. Био је пето од шесторо деце у породици. Године 1941. породица Спужић, морала је да се исели са Косова и Метохије и отишла је у Ћићевац. На самом крају рата 1945. године док су живели у Ћићевцу, у дечјој игри, пао је са дрвета и ишчашио кук. Последица тога је да му је лева нога остала краћа. Због тог прелома је носио гипс 11 месеци, а затим је доста времена провео у болници у Сремској Каменици и неколико година закаснио са школовањем. Из Ћићевца се породица преселила у Земун, а убрзо затим у Пожаревац, где му се отац запослио као чиновник у пореској управи. У Пожаревцу је почео да пева и свира хармонику, на комшијској хармоници.
Био је члан КУД „Абрашевић“, где је и добио надимак Квака, захваљујући другу, који је желео да га назове факином (мангуп). Школске 1952/53. године, напустио је средњу школу и добио први ангажман у кафани „Дунав“ у Великом Градишту. Тада су му купили хармонику, коју је морао да отплати свирањем, под условом да остане да свира у кафани до исплате последње рате. У истој кафани је певао и мексиканске песме.
Године 1968. у Панчеву у Дому армије упознао се са Будимиром Буцом Јовановићем, тада већ познатим композитором народних песама, који му је понудио да сними прву сингл плочу са четири песме. Уз насловну „На растанку“, ту су се нашле: „Дођи, ублажи бол срца мог“, „Ој, Дунаве плави“, „Кад дође дан“. Сингл је снимио загребачки „Југотоном“. Плоча је продата у 400.000 примерака, а имала је сребрно и златно издање.
У лето 1968. године Раде Мумин, директор Београдске естраде, понудио му је уговор. Први озбиљнији наступ имао је исте године у Дому синдиката са песмом „Пођимо у крчму стару“, а у јесен је учествовао на фестивалу у Соко Бањи, где је освојио прву награду публике. Наредне године снимио је другу сингл плочу под називом и Неверна љубав, а на фестивалу „Илиџа ’69“, по оцени стручног жирија поделио прво место са Надом Мамулом.
Први албум издат је 1971. године у издању Југотона. На њој су се нашле песме са првих пет синглова.
Имао је много успона и падова, новац је брзо зарађивао, али га брзо и трошио. Волео је кафану и жене, женио се четири пута. Његова популарност је вртоглаво расла, достизала врхунац, а затим падала. Објавио је 23 сингла и 16 албума и 3 ЦД-а.
Последњи концерт је одржао 1996. године. Наредне 1997. доживео је мождани удар, одузела му се цела десна страна тела и моћ говора. Успео да се опорави захваљујући Ханки Палдум која га је одвела у Сарајево и финансирала трошкове лечења. Марта 1998. године одржан је велики хуманитарни концерт у Хали спортова у Пожаревцу, а сав приход је био усмерен за Квакино лечење. Најзаслужнији за одржавање концерта били су Зоран Калезић и Зорица Брунцлик.
Умро је 9. марта 2002. године у болници у Пожаревцу, а два дана касније је сахрањен на Старом гробљу у Пожаревцу.

## Дискографија

### Албуми

#### Бора Спужић Квака (1971)
Први албум издат је јуна 1971 (Југотон). Садржао је 12 песама.
1. Дођи ублажи бол срца мог
2. Зашто мајко ниси вечна
3. Стара пјесма
4. Стално ме питаш
5. Незахвална жена
6. Чекам, чекам
7. Несрећно детињство
8. Не тугуј, пријатељу
9. Најлепша успомена
10. Неверна љубав
11. Кад дође дан
12. На растанку

#### Свирајте ми ноћас (1972)
Издао Југотон.
1. Свирајте ми ноћас
2. Изгубљене наде
3. На мајчином гробу
4. Далеко од мајке
5. Дођите девојке
6. Ој Дунаве плави
7. Не желим више сузу у оку
8. Ти си пролеће
9. Љуби ме моја вољена
10. Опет сам сам

#### Дођи, дођи љубави (1975)
У издању ПГП РТБ је издат у новембру 1975. године.
1. Дођи, дођи љубави
2. Ко то ноћас пева нашу песму
3. Нећу те клети, драга
4. Чекање
5. О младости
6. Навали се Шар планина
7. Ништа лепше од наше сељанке
8. Незаборана љубав
9. Ако драга сретнеш мајку моју
10. Не иди

#### Ако сретнеш мајку моју (1979)
Албум на касети 1979, а на плочи 1980 издао је Београд диск. Већина песама је већ објављена на претходним сингловима.
1. Ако сретнеш мајку моју
2. Рођена у мају
3. Шта ће ми новац, кад среће немам
4. Мионички вез
5. Губим те
6. Кад с' југа дођу ласте
7. Хармоникашки стакато
8. Колико сам некада желео
9. Гашино коло

#### Горанине, чобанине (1980)
Издат новембра 1980. године, са ансамблом Зоран Пејковића.
1. Горанине, чобанине
2. Ја сам дечко, чуј ме мала
3. Пошла цура цвеће брати
4. Шумадијо шумовита
5. Ој девојче Пироћанче
6. Ој свијетла мајска зоро
7. Плућа су ми болна
8. Чај горо лане моје
9. Од данас те драга ...
10. Мала мала Рајка
11. Шта ћу кући тако рано
12. Ој, ливадо, росна траво

#### Имењаче (1980)
У издању ПГП РТБ издат 1980.
1. Здраво, здраво имењаче мали
2. Лепотица и сиротан
3. Нема правде у љубави
4. Кажи сину да и ја постојим
5. Гоцино коло
6. Где си сада, како ти је
7. Успаванка
8. Тајна
9. Још не свиће рујна зора
10. Еј, пуче пушка

#### За сина да нађем мајку (1983)
Албум у издању Југодиска из 1983. године, са оркестром Новице Неговановића
1. За сина да нађем мајку не могу никада
2. Колибо, младости моје
3. Сањам те, оче
4. Марш на Дрину
5. Песма жени
6. Снежана
7. Губим те
8. Љубав је као песма

#### Ти си права жена (1984)
У издању Југодиска, са оркестром Зорана Пејковића, а 1986. године издата је нова плоча, на којој су препеване многе песме у новом аранжману.
1. Ти си права жена
2. Волело се двоје тајно
3. Растанак
4. Песма о мору
5. Како си лепа
6. Ти, што више ниси моја
7. Врба плаче
8. Љубав и мимозе

#### Лажно срце (1990)
У издању Југодиска.
1. О како сам пожелео тебе
2. Душа празна
3. Вољене жене
4. Тајна (Стојим на углу просјаку сличан)
5. Лажно срце
6. Дођи сину у сватове
7. Девојчице моја
8. Љуби ме вољена

## Фестивали
- 1968. Соко Бања - Ако, драга, сретнеш моју мајку, прва награда публике
- 1969. Песма '69 (у склопу фестивала Београдско пролеће) - Неверна љубав, победничка песма
- 1969. Илиџа - Стара пјесма, прва награда стручног жирија (поделио прву награду са Јасном Кочијашевић)
- 1970. Београдски сабор - Свирајте ми ноћас опет, друго место
- 1970. Илиџа - Стално ме питаш
- 1972. Песма лета - Губим те
- 1975. Београдски сабор - Дођи, дођи, љубави
- 1975. Хит парада - Нећу те клети драга
- 1976. Београдски сабор - Волим мајко
- 1977. Београдски сабор - Тајна, прва награда публике, прва награда стручног жирија и победничка песма
- 1977. Хит лета - Где си сада, како ти је
- 1978. Парада хитова - Хвала ти, животе
- 1979. Хит парада - Кажи сину да и ја постојим
- 1981. Хит парада — Здраво, здраво, имењаче мали
- 1994. Шумадијски сабор - Суза сиромаха, прва награда стручног жирија и друга награда публике
- 1995. Шумадијски сабор - Туга бескућника